# Jack Kilcoyne
Pig Benis, ou Jack Kilcoyne (Lakewood, 30 de maio de 1969) é um músico dos Estados Unidos, ex-integrante da banda Mushroomhead.